# Vu à la télé (émission de télévision belge)
Pour les articles homonymes, voir Vu à la télé.
Vu à la télé est une émission de télévision belge, adaptée du format anglais Gogglebox dans une version belge francophone et diffusée sur RTL-TVI.
L'émission est diffusée par salves à 19 h 45 le dimanche depuis 19 octobre 2014.
L'émission a également été diffusée en France pendant quelques épisodes en 2014 sur la chaîne M6 et suspendue pour des problèmes de droits alors que les chiffres d'audience étaient prometteurs.

## Historique
Adapté du format anglais Gogglebox qui est un gros succès au Royaume-Uni, diffusé sur Channel 4, le groupe RTL achète les droits de l'émission et confie la production à Everlasting Group.
Après un record d’audience surtout en prime time dominical, l'émission fait sensation au sein du public belge francophone autant que cousine néerlandophone "Hallo Televisie" diffusé sur la chaîne publique Een de la VRT

## Participants
| Participants  | Âges    | Lieu de résidence                         | Lien(s)                                         | Saisons                        | Saisons                        | Saisons                        | Saisons                        | Saisons                        | Saisons                        | Saisons                        | Saisons                        | Saisons                        | Saisons                        | Saisons                        | Saisons                        | Saisons                        | Saisons                        | Saisons                        | Saisons                        | Saisons                        | Saisons                        |
| Participants  | Âges    | Lieu de résidence                         | Lien(s)                                         | 1                              | 2                              | 3                              | 4                              | 5                              | 6                              | 7                              | 8                              | 9                              | 10                             | 11                             | 12                             | 13                             | 14                             | 15                             | 16                             | 17                             | 18                             |
| ------------- | ------- | ----------------------------------------- | ----------------------------------------------- | ------------------------------ | ------------------------------ | ------------------------------ | ------------------------------ | ------------------------------ | ------------------------------ | ------------------------------ | ------------------------------ | ------------------------------ | ------------------------------ | ------------------------------ | ------------------------------ | ------------------------------ | ------------------------------ | ------------------------------ | ------------------------------ | ------------------------------ | ------------------------------ |
| Fabienne      | 46 ans  | Région de Bruxelles-Capitale              | Mère et fille                                   | Participant à la/aux saison(s) | Participant à la/aux saison(s) | Participant à la/aux saison(s) | Participant à la/aux saison(s) | Participant à la/aux saison(s) | Participant à la/aux saison(s) | Participant à la/aux saison(s) | Participant à la/aux saison(s) |                                | Participant à la/aux saison(s) |                                |                                |                                |                                |                                |                                |                                |                                |
| Shirley       | 23 ans  | Région de Bruxelles-Capitale              | Mère et fille                                   | Participant à la/aux saison(s) | Participant à la/aux saison(s) | Participant à la/aux saison(s) | Participant à la/aux saison(s) | Participant à la/aux saison(s) | Participant à la/aux saison(s) | Participant à la/aux saison(s) | Participant à la/aux saison(s) |                                | Participant à la/aux saison(s) |                                |                                |                                |                                |                                |                                |                                |                                |
|               |         |                                           |                                                 |                                |                                |                                |                                |                                |                                |                                |                                |                                |                                |                                |                                |                                |                                |                                |                                |                                |                                |
| Sebastien     | 48 ans  | Hainaut (Charleroi)                       | Mariés                                          | Participant à la/aux saison(s) | Participant à la/aux saison(s) | Participant à la/aux saison(s) | Participant à la/aux saison(s) | Participant à la/aux saison(s) | Participant à la/aux saison(s) | Participant à la/aux saison(s) | Participant à la/aux saison(s) | Participant à la/aux saison(s) | Participant à la/aux saison(s) | Participant à la/aux saison(s) | Participant à la/aux saison(s) | Participant à la/aux saison(s) | Participant à la/aux saison(s) | Participant à la/aux saison(s) |                                |                                |                                |
| Michaël       | 50 ans  | Hainaut (Charleroi)                       | Mariés                                          | Participant à la/aux saison(s) | Participant à la/aux saison(s) | Participant à la/aux saison(s) | Participant à la/aux saison(s) | Participant à la/aux saison(s) | Participant à la/aux saison(s) | Participant à la/aux saison(s) | Participant à la/aux saison(s) | Participant à la/aux saison(s) | Participant à la/aux saison(s) | Participant à la/aux saison(s) | Participant à la/aux saison(s) | Participant à la/aux saison(s) | Participant à la/aux saison(s) | Participant à la/aux saison(s) |                                |                                |                                |
|               |         |                                           |                                                 |                                |                                |                                |                                |                                |                                |                                |                                |                                |                                |                                |                                |                                |                                |                                |                                |                                |                                |
| Laurence      | 42 ans  | Liège (Verviers)                          | Mariés                                          | Participant à la/aux saison(s) | Participant à la/aux saison(s) | Participant à la/aux saison(s) | Participant à la/aux saison(s) | Participant à la/aux saison(s) | Participant à la/aux saison(s) | Participant à la/aux saison(s) | Participant à la/aux saison(s) | Participant à la/aux saison(s) | Participant à la/aux saison(s) | Participant à la/aux saison(s) | Participant à la/aux saison(s) | Participant à la/aux saison(s) | Participant à la/aux saison(s) | Participant à la/aux saison(s) | Participant à la/aux saison(s) | Participant à la/aux saison(s) | Participant à la/aux saison(s) |
| Philippe      | 51 ans  | Liège (Verviers)                          | Mariés                                          | Participant à la/aux saison(s) | Participant à la/aux saison(s) | Participant à la/aux saison(s) | Participant à la/aux saison(s) | Participant à la/aux saison(s) | Participant à la/aux saison(s) | Participant à la/aux saison(s) | Participant à la/aux saison(s) | Participant à la/aux saison(s) | Participant à la/aux saison(s) | Participant à la/aux saison(s) | Participant à la/aux saison(s) | Participant à la/aux saison(s) | Participant à la/aux saison(s) | Participant à la/aux saison(s) | Participant à la/aux saison(s) | Participant à la/aux saison(s) | Participant à la/aux saison(s) |
|               |         |                                           |                                                 |                                |                                |                                |                                |                                |                                |                                |                                |                                |                                |                                |                                |                                |                                |                                |                                |                                |                                |
| Bénédicte     | 48 ans  | Liège (Neupré)                            | Amies                                           | Participant à la/aux saison(s) | Participant à la/aux saison(s) | Participant à la/aux saison(s) | Participant à la/aux saison(s) | Participant à la/aux saison(s) | Participant à la/aux saison(s) | Participant à la/aux saison(s) | Participant à la/aux saison(s) | Participant à la/aux saison(s) | Participant à la/aux saison(s) | Participant à la/aux saison(s) | Participant à la/aux saison(s) | Participant à la/aux saison(s) | Participant à la/aux saison(s) | Participant à la/aux saison(s) | Participant à la/aux saison(s) | Participant à la/aux saison(s) | Participant à la/aux saison(s) |
| Muriel        | 56 ans  | Liège (Neupré)                            | Amies                                           | Participant à la/aux saison(s) | Participant à la/aux saison(s) | Participant à la/aux saison(s) | Participant à la/aux saison(s) | Participant à la/aux saison(s) | Participant à la/aux saison(s) | Participant à la/aux saison(s) | Participant à la/aux saison(s) | Participant à la/aux saison(s) | Participant à la/aux saison(s) | Participant à la/aux saison(s) | Participant à la/aux saison(s) | Participant à la/aux saison(s) | Participant à la/aux saison(s) | Participant à la/aux saison(s) | Participant à la/aux saison(s) | Participant à la/aux saison(s) | Participant à la/aux saison(s) |
|               |         |                                           |                                                 |                                |                                |                                |                                |                                |                                |                                |                                |                                |                                |                                |                                |                                |                                |                                |                                |                                |                                |
| Danièle       | 61 ans  | Hainaut (Quaregnon)                       | Amis                                            | Participant à la/aux saison(s) | Participant à la/aux saison(s) | Participant à la/aux saison(s) | Participant à la/aux saison(s) | Participant à la/aux saison(s) | Participant à la/aux saison(s) | Participant à la/aux saison(s) | Participant à la/aux saison(s) | Participant à la/aux saison(s) | Participant à la/aux saison(s) | Participant à la/aux saison(s) | Participant à la/aux saison(s) | Participant à la/aux saison(s) | Participant à la/aux saison(s) | Participant à la/aux saison(s) | Participant à la/aux saison(s) | Participant à la/aux saison(s) | Participant à la/aux saison(s) |
| Stéphane (†)  | 47 ans  | Hainaut (Quaregnon)                       | Amis                                            | Participant à la/aux saison(s) | Participant à la/aux saison(s) | Participant à la/aux saison(s) | Participant à la/aux saison(s) |                                |                                |                                |                                |                                |                                |                                |                                |                                |                                |                                |                                |                                |                                |
| Sandra        | ... ans | Hainaut (Quaregnon)                       | Amies                                           |                                |                                |                                |                                | Participant à la/aux saison(s) | Participant à la/aux saison(s) | Participant à la/aux saison(s) | Participant à la/aux saison(s) |                                | Participant à la/aux saison(s) | Participant à la/aux saison(s) |                                |                                |                                |                                |                                |                                |                                |
| Jacques       | ... ans | Hainaut (Quaregnon)                       | Couple                                          |                                |                                |                                |                                |                                |                                |                                |                                | Participant à la/aux saison(s) |                                |                                | Participant à la/aux saison(s) | Participant à la/aux saison(s) | Participant à la/aux saison(s) | Participant à la/aux saison(s) | Participant à la/aux saison(s) | Participant à la/aux saison(s) | Participant à la/aux saison(s) |
|               |         |                                           |                                                 |                                |                                |                                |                                |                                |                                |                                |                                |                                |                                |                                |                                |                                |                                |                                |                                |                                |                                |
| Sandra        | ... ans | Flandre-Orientale                         | Soeur                                           | Participant à la/aux saison(s) | Participant à la/aux saison(s) |                                | Participant à la/aux saison(s) |                                | Participant à la/aux saison(s) |                                | Participant à la/aux saison(s) |                                |                                |                                |                                |                                |                                |                                |                                |                                |                                |
| Sheila        | ... ans | Flandre-Orientale                         | Soeur                                           | Participant à la/aux saison(s) | Participant à la/aux saison(s) |                                |                                |                                |                                |                                |                                |                                |                                |                                |                                |                                |                                |                                |                                |                                |                                |
| Yves          | ... ans | Flandre-Orientale                         | Couple                                          | Participant à la/aux saison(s) | Participant à la/aux saison(s) |                                |                                |                                |                                |                                |                                |                                |                                |                                |                                |                                |                                |                                |                                |                                |                                |
| Francis       | ... ans | Flandre-Orientale                         | Couple                                          |                                |                                |                                | Participant à la/aux saison(s) |                                | Participant à la/aux saison(s) |                                |                                |                                |                                |                                |                                |                                |                                |                                |                                |                                |                                |
| Jolie         | ... ans | Flandre-Orientale                         | Amies                                           |                                |                                |                                |                                |                                |                                |                                | Participant à la/aux saison(s) |                                |                                |                                |                                |                                |                                |                                |                                |                                |                                |
|               |         |                                           |                                                 |                                |                                |                                |                                |                                |                                |                                |                                |                                |                                |                                |                                |                                |                                |                                |                                |                                |                                |
| Denise        | ... ans | Liège                                     | Famille                                         | Participant à la/aux saison(s) |                                |                                |                                |                                |                                |                                |                                |                                |                                |                                |                                |                                |                                |                                |                                |                                |                                |
| Christelle    | ... ans | Liège                                     | Famille                                         | Participant à la/aux saison(s) |                                |                                |                                |                                |                                |                                |                                |                                |                                |                                |                                |                                |                                |                                |                                |                                |                                |
| Cédric        | ... ans | Liège                                     | Famille                                         | Participant à la/aux saison(s) |                                |                                |                                |                                |                                |                                |                                |                                |                                |                                |                                |                                |                                |                                |                                |                                |                                |
| Laurine       | ... ans | Liège                                     | Famille                                         | Participant à la/aux saison(s) |                                |                                |                                |                                |                                |                                |                                |                                |                                |                                |                                |                                |                                |                                |                                |                                |                                |
|               |         |                                           |                                                 |                                |                                |                                |                                |                                |                                |                                |                                |                                |                                |                                |                                |                                |                                |                                |                                |                                |                                |
| Alexis        | ... ans |                                           | Famille                                         | Participant à la/aux saison(s) |                                |                                |                                |                                |                                |                                |                                |                                |                                |                                |                                |                                |                                |                                |                                |                                |                                |
| Isabelle      | ... ans |                                           | Famille                                         | Participant à la/aux saison(s) |                                |                                |                                |                                |                                |                                |                                |                                |                                |                                |                                |                                |                                |                                |                                |                                |                                |
| Jenny         | ... ans |                                           | Famille                                         | Participant à la/aux saison(s) |                                |                                |                                |                                |                                |                                |                                |                                |                                |                                |                                |                                |                                |                                |                                |                                |                                |
| Nicolas       | ... ans |                                           | Famille                                         | Participant à la/aux saison(s) |                                |                                |                                |                                |                                |                                |                                |                                |                                |                                |                                |                                |                                |                                |                                |                                |                                |
|               |         |                                           |                                                 |                                |                                |                                |                                |                                |                                |                                |                                |                                |                                |                                |                                |                                |                                |                                |                                |                                |                                |
| Grégoire      | ... ans | Région de Bruxelles-Capitale              | Amis et colocataires                            | Participant à la/aux saison(s) |                                |                                |                                |                                |                                |                                |                                |                                |                                |                                |                                |                                |                                |                                |                                |                                |                                |
| Gaspard       | ... ans | Région de Bruxelles-Capitale              | Amis et colocataires                            | Participant à la/aux saison(s) |                                |                                |                                |                                |                                |                                |                                |                                |                                |                                |                                |                                |                                |                                |                                |                                |                                |
| Léonard       | ... ans | Région de Bruxelles-Capitale              | Amis et colocataires                            | Participant à la/aux saison(s) |                                |                                |                                |                                |                                |                                |                                |                                |                                |                                |                                |                                |                                |                                |                                |                                |                                |
|               |         |                                           |                                                 |                                |                                |                                |                                |                                |                                |                                |                                |                                |                                |                                |                                |                                |                                |                                |                                |                                |                                |
| Marco         | ... ans | Liège                                     | Amis                                            | Participant à la/aux saison(s) |                                |                                |                                |                                |                                |                                |                                |                                |                                |                                |                                |                                |                                |                                |                                |                                |                                |
| Laurence      | ... ans | Liège                                     | Amis                                            | Participant à la/aux saison(s) |                                |                                |                                |                                |                                |                                |                                |                                |                                |                                |                                |                                |                                |                                |                                |                                |                                |
| Jean-Théodore | ... ans | Liège                                     | Amis                                            | Participant à la/aux saison(s) |                                |                                |                                |                                |                                |                                |                                |                                |                                |                                |                                |                                |                                |                                |                                |                                |                                |
|               |         |                                           |                                                 |                                |                                |                                |                                |                                |                                |                                |                                |                                |                                |                                |                                |                                |                                |                                |                                |                                |                                |
| Clément       | ... ans | Liège                                     | Amis                                            | Participant à la/aux saison(s) |                                |                                |                                |                                |                                |                                |                                |                                |                                |                                |                                |                                |                                |                                |                                |                                |                                |
| Jesse         | ... ans | Liège                                     | Amis                                            | Participant à la/aux saison(s) |                                |                                |                                |                                |                                |                                |                                |                                |                                |                                |                                |                                |                                |                                |                                |                                |                                |
| Lyvio         | ... ans | Liège                                     | Amis                                            | Participant à la/aux saison(s) |                                |                                |                                |                                |                                |                                |                                |                                |                                |                                |                                |                                |                                |                                |                                |                                |                                |
| Livio         | ... ans | Liège                                     | Amis                                            | Participant à la/aux saison(s) |                                |                                |                                |                                |                                |                                |                                |                                |                                |                                |                                |                                |                                |                                |                                |                                |                                |
|               |         |                                           |                                                 |                                |                                |                                |                                |                                |                                |                                |                                |                                |                                |                                |                                |                                |                                |                                |                                |                                |                                |
| Albert        | 46 ans  | Liège                                     | Famille                                         | Participant à la/aux saison(s) | Participant à la/aux saison(s) | Participant à la/aux saison(s) |                                |                                |                                |                                |                                |                                |                                |                                |                                |                                |                                |                                |                                |                                |                                |
| Sabine        | 43 ans  | Liège                                     | Famille                                         | Participant à la/aux saison(s) | Participant à la/aux saison(s) | Participant à la/aux saison(s) |                                |                                |                                |                                |                                |                                |                                |                                |                                |                                |                                |                                |                                |                                |                                |
| Sylvain       | 20 ans  | Liège                                     | Famille                                         | Participant à la/aux saison(s) | Participant à la/aux saison(s) | Participant à la/aux saison(s) |                                |                                |                                |                                |                                |                                |                                |                                |                                |                                |                                |                                |                                |                                |                                |
| Antonin       | 15 ans  | Liège                                     | Famille                                         | Participant à la/aux saison(s) | Participant à la/aux saison(s) | Participant à la/aux saison(s) |                                |                                |                                |                                |                                |                                |                                |                                |                                |                                |                                |                                |                                |                                |                                |
|               |         |                                           |                                                 |                                |                                |                                |                                |                                |                                |                                |                                |                                |                                |                                |                                |                                |                                |                                |                                |                                |                                |
| Lucas         | 28 ans  | Hainaut (Charleroi)                       | Couple                                          |                                | Participant à la/aux saison(s) | Participant à la/aux saison(s) | Participant à la/aux saison(s) | Participant à la/aux saison(s) | Participant à la/aux saison(s) | Participant à la/aux saison(s) | Participant à la/aux saison(s) |                                |                                |                                |                                |                                |                                |                                |                                |                                |                                |
| Marie         | 27 ans  | Hainaut (Charleroi)                       | Couple                                          |                                | Participant à la/aux saison(s) | Participant à la/aux saison(s) | Participant à la/aux saison(s) | Participant à la/aux saison(s) | Participant à la/aux saison(s) | Participant à la/aux saison(s) | Participant à la/aux saison(s) |                                |                                |                                |                                |                                |                                |                                |                                |                                |                                |
|               |         |                                           |                                                 |                                |                                |                                |                                |                                |                                |                                |                                |                                |                                |                                |                                |                                |                                |                                |                                |                                |                                |
| Emmanuel      | ... ans | Hainaut                                   | Famille                                         |                                | Participant à la/aux saison(s) |                                |                                |                                |                                |                                |                                |                                |                                |                                |                                |                                |                                |                                |                                |                                |                                |
| Nadia         | ... ans | Hainaut                                   | Famille                                         |                                | Participant à la/aux saison(s) |                                |                                |                                |                                |                                |                                |                                |                                |                                |                                |                                |                                |                                |                                |                                |                                |
| Brayan        | ... ans | Hainaut                                   | Famille                                         |                                | Participant à la/aux saison(s) |                                |                                |                                |                                |                                |                                |                                |                                |                                |                                |                                |                                |                                |                                |                                |                                |
| Moly          | ... ans | Hainaut                                   | Famille                                         |                                | Participant à la/aux saison(s) |                                |                                |                                |                                |                                |                                |                                |                                |                                |                                |                                |                                |                                |                                |                                |                                |
| Leila         | ... ans | Hainaut                                   | Famille                                         |                                | Participant à la/aux saison(s) |                                |                                |                                |                                |                                |                                |                                |                                |                                |                                |                                |                                |                                |                                |                                |                                |
|               |         |                                           |                                                 |                                |                                |                                |                                |                                |                                |                                |                                |                                |                                |                                |                                |                                |                                |                                |                                |                                |                                |
| Pierre        | ... ans |                                           | Amis et colocataires                            |                                | Participant à la/aux saison(s) |                                |                                |                                |                                |                                |                                |                                |                                |                                |                                |                                |                                |                                |                                |                                |                                |
| Alexis        | ... ans |                                           | Amis et colocataires                            |                                | Participant à la/aux saison(s) |                                |                                |                                |                                |                                |                                |                                |                                |                                |                                |                                |                                |                                |                                |                                |                                |
| Philippine    | ... ans |                                           | Amis et colocataires                            |                                | Participant à la/aux saison(s) |                                |                                |                                |                                |                                |                                |                                |                                |                                |                                |                                |                                |                                |                                |                                |                                |
| Aurélie       | ... ans |                                           | Amis et colocataires                            |                                | Participant à la/aux saison(s) |                                |                                |                                |                                |                                |                                |                                |                                |                                |                                |                                |                                |                                |                                |                                |                                |
|               |         |                                           |                                                 |                                |                                |                                |                                |                                |                                |                                |                                |                                |                                |                                |                                |                                |                                |                                |                                |                                |                                |
| Josiane       | ... ans |                                           | Famille                                         |                                | Participant à la/aux saison(s) |                                |                                |                                |                                |                                |                                |                                |                                |                                |                                |                                |                                |                                |                                |                                |                                |
| Alexandra     | ... ans |                                           | Famille                                         |                                | Participant à la/aux saison(s) |                                |                                |                                |                                |                                |                                |                                |                                |                                |                                |                                |                                |                                |                                |                                |                                |
| Martin        | ... ans |                                           | Famille                                         |                                | Participant à la/aux saison(s) |                                |                                |                                |                                |                                |                                |                                |                                |                                |                                |                                |                                |                                |                                |                                |                                |
|               |         |                                           |                                                 |                                |                                |                                |                                |                                |                                |                                |                                |                                |                                |                                |                                |                                |                                |                                |                                |                                |                                |
| Alain         | ... ans | Région de Bruxelles-Capitale              | Amis                                            |                                | Participant à la/aux saison(s) |                                |                                |                                |                                |                                |                                |                                |                                |                                |                                |                                |                                |                                |                                |                                |                                |
| Hassan        | ... ans | Région de Bruxelles-Capitale              | Amis                                            |                                | Participant à la/aux saison(s) |                                |                                |                                |                                |                                |                                |                                |                                |                                |                                |                                |                                |                                |                                |                                |                                |
| Ralph         | ... ans | Région de Bruxelles-Capitale              | Amis                                            |                                | Participant à la/aux saison(s) |                                |                                |                                |                                |                                |                                |                                |                                |                                |                                |                                |                                |                                |                                |                                |                                |
|               |         |                                           |                                                 |                                |                                |                                |                                |                                |                                |                                |                                |                                |                                |                                |                                |                                |                                |                                |                                |                                |                                |
| Alain         | ... ans | Hainaut (Braine-Le-Comte)                 | Mariés                                          |                                |                                | Participant à la/aux saison(s) | Participant à la/aux saison(s) | Participant à la/aux saison(s) | Participant à la/aux saison(s) | Participant à la/aux saison(s) | Participant à la/aux saison(s) | Participant à la/aux saison(s) | Participant à la/aux saison(s) |                                |                                |                                |                                |                                |                                |                                |                                |
| Claudine      | ... ans | Hainaut (Braine-Le-Comte)                 | Mariés                                          |                                |                                | Participant à la/aux saison(s) | Participant à la/aux saison(s) | Participant à la/aux saison(s) | Participant à la/aux saison(s) | Participant à la/aux saison(s) | Participant à la/aux saison(s) | Participant à la/aux saison(s) | Participant à la/aux saison(s) |                                |                                |                                |                                |                                |                                |                                |                                |
|               |         |                                           |                                                 |                                |                                |                                |                                |                                |                                |                                |                                |                                |                                |                                |                                |                                |                                |                                |                                |                                |                                |
| Lyonel        | ... ans | Région de Bruxelles-Capitale              | Amis                                            |                                |                                | Participant à la/aux saison(s) | Participant à la/aux saison(s) |                                |                                |                                |                                |                                |                                |                                |                                |                                |                                |                                |                                |                                |                                |
| Kamal         | ... ans | Région de Bruxelles-Capitale              | Amis                                            |                                |                                | Participant à la/aux saison(s) | Participant à la/aux saison(s) |                                |                                |                                |                                |                                |                                |                                |                                |                                |                                |                                |                                |                                |                                |
|               |         |                                           |                                                 |                                |                                |                                |                                |                                |                                |                                |                                |                                |                                |                                |                                |                                |                                |                                |                                |                                |                                |
| Gandolfo      | 49 ans  | Liège (Oupeye)                            | Famille                                         |                                |                                |                                | Participant à la/aux saison(s) | Participant à la/aux saison(s) | Participant à la/aux saison(s) | Participant à la/aux saison(s) | Participant à la/aux saison(s) | Participant à la/aux saison(s) | Participant à la/aux saison(s) | Participant à la/aux saison(s) | Participant à la/aux saison(s) | Participant à la/aux saison(s) | Participant à la/aux saison(s) | Participant à la/aux saison(s) | Participant à la/aux saison(s) | Participant à la/aux saison(s) | Participant à la/aux saison(s) |
| Patricia      | 44 ans  | Liège (Oupeye)                            | Famille                                         |                                |                                |                                | Participant à la/aux saison(s) | Participant à la/aux saison(s) | Participant à la/aux saison(s) | Participant à la/aux saison(s) | Participant à la/aux saison(s) | Participant à la/aux saison(s) | Participant à la/aux saison(s) | Participant à la/aux saison(s) | Participant à la/aux saison(s) | Participant à la/aux saison(s) | Participant à la/aux saison(s) | Participant à la/aux saison(s) | Participant à la/aux saison(s) | Participant à la/aux saison(s) | Participant à la/aux saison(s) |
| David         | 20 ans  | Liège (Oupeye)                            | Famille                                         |                                |                                |                                | Participant à la/aux saison(s) | Participant à la/aux saison(s) | Participant à la/aux saison(s) | Participant à la/aux saison(s) | Participant à la/aux saison(s) | Participant à la/aux saison(s) | Participant à la/aux saison(s) | Participant à la/aux saison(s) | Participant à la/aux saison(s) | Participant à la/aux saison(s) | Participant à la/aux saison(s) | Participant à la/aux saison(s) | Participant à la/aux saison(s) | Participant à la/aux saison(s) | Participant à la/aux saison(s) |
| Sarah         | 19 ans  | Liège (Oupeye)                            | Famille                                         |                                |                                |                                | Participant à la/aux saison(s) | Participant à la/aux saison(s) | Participant à la/aux saison(s) | Participant à la/aux saison(s) | Participant à la/aux saison(s) | Participant à la/aux saison(s) | Participant à la/aux saison(s) | Participant à la/aux saison(s) | Participant à la/aux saison(s) | Participant à la/aux saison(s) | Participant à la/aux saison(s) | Participant à la/aux saison(s) | Participant à la/aux saison(s) | Participant à la/aux saison(s) | Participant à la/aux saison(s) |
| Célia         | 18 ans  | Liège (Oupeye)                            | Famille                                         |                                |                                |                                | Participant à la/aux saison(s) | Participant à la/aux saison(s) | Participant à la/aux saison(s) | Participant à la/aux saison(s) | Participant à la/aux saison(s) | Participant à la/aux saison(s) | Participant à la/aux saison(s) | Participant à la/aux saison(s) | Participant à la/aux saison(s) | Participant à la/aux saison(s) | Participant à la/aux saison(s) | Participant à la/aux saison(s) | Participant à la/aux saison(s) | Participant à la/aux saison(s) | Participant à la/aux saison(s) |
|               |         |                                           |                                                 |                                |                                |                                |                                |                                |                                |                                |                                |                                |                                |                                |                                |                                |                                |                                |                                |                                |                                |
| Camélia       | 34 ans  | Région de Bruxelles-Capitale              | Amies                                           |                                |                                |                                | Participant à la/aux saison(s) | Participant à la/aux saison(s) |                                |                                |                                |                                |                                |                                |                                |                                |                                |                                |                                |                                |                                |
| Leila         | 26 ans  | Région de Bruxelles-Capitale              | Amies                                           |                                |                                |                                | Participant à la/aux saison(s) | Participant à la/aux saison(s) |                                |                                |                                |                                |                                |                                |                                |                                |                                |                                |                                |                                |                                |
| Chaïmae       | 26 ans  | Région de Bruxelles-Capitale              | Amies                                           |                                |                                |                                | Participant à la/aux saison(s) | Participant à la/aux saison(s) |                                |                                |                                |                                |                                |                                |                                |                                |                                |                                |                                |                                |                                |
|               |         |                                           |                                                 |                                |                                |                                |                                |                                |                                |                                |                                |                                |                                |                                |                                |                                |                                |                                |                                |                                |                                |
| Lionel        | ... ans |                                           | Couple                                          |                                |                                |                                |                                |                                | Participant à la/aux saison(s) |                                | Participant à la/aux saison(s) | Participant à la/aux saison(s) | Participant à la/aux saison(s) | Participant à la/aux saison(s) | Participant à la/aux saison(s) | Participant à la/aux saison(s) | Participant à la/aux saison(s) | Participant à la/aux saison(s) | Participant à la/aux saison(s) | Participant à la/aux saison(s) | Participant à la/aux saison(s) |
| Jasmine       | ... ans |                                           | Couple                                          |                                |                                |                                |                                |                                | Participant à la/aux saison(s) |                                | Participant à la/aux saison(s) | Participant à la/aux saison(s) | Participant à la/aux saison(s) | Participant à la/aux saison(s) | Participant à la/aux saison(s) | Participant à la/aux saison(s) | Participant à la/aux saison(s) | Participant à la/aux saison(s) | Participant à la/aux saison(s) | Participant à la/aux saison(s) | Participant à la/aux saison(s) |
|               |         |                                           |                                                 |                                |                                |                                |                                |                                |                                |                                |                                |                                |                                |                                |                                |                                |                                |                                |                                |                                |                                |
| Georges       | ... ans |                                           | Mariés                                          |                                |                                |                                |                                |                                | Participant à la/aux saison(s) |                                |                                |                                |                                |                                |                                |                                |                                |                                |                                |                                |                                |
| Marie-Louise  | ... ans |                                           | Mariés                                          |                                |                                |                                |                                |                                | Participant à la/aux saison(s) |                                |                                |                                |                                |                                |                                |                                |                                |                                |                                |                                |                                |
|               |         |                                           |                                                 |                                |                                |                                |                                |                                |                                |                                |                                |                                |                                |                                |                                |                                |                                |                                |                                |                                |                                |
| Leila         | ... ans |                                           | Amies                                           |                                |                                |                                |                                |                                | Participant à la/aux saison(s) |                                |                                |                                |                                |                                |                                |                                |                                |                                |                                |                                |                                |
| Lorena        | ... ans |                                           | Amies                                           |                                |                                |                                |                                |                                | Participant à la/aux saison(s) |                                |                                |                                |                                |                                |                                |                                |                                |                                |                                |                                |                                |
| Ikram         | ... ans |                                           | Amies                                           |                                |                                |                                |                                |                                | Participant à la/aux saison(s) |                                |                                |                                |                                |                                |                                |                                |                                |                                |                                |                                |                                |
|               |         |                                           |                                                 |                                |                                |                                |                                |                                |                                |                                |                                |                                |                                |                                |                                |                                |                                |                                |                                |                                |                                |
| Whenna        | ... ans |                                           | Couple                                          |                                |                                |                                |                                |                                |                                | Participant à la/aux saison(s) |                                |                                |                                |                                |                                |                                |                                |                                |                                |                                |                                |
| Saïd          | ... ans |                                           | Couple                                          |                                |                                |                                |                                |                                |                                | Participant à la/aux saison(s) |                                |                                |                                |                                |                                |                                |                                |                                |                                |                                |                                |
|               |         |                                           |                                                 |                                |                                |                                |                                |                                |                                |                                |                                |                                |                                |                                |                                |                                |                                |                                |                                |                                |                                |
| Aurélien      | ... ans |                                           | Couple                                          |                                |                                |                                |                                |                                |                                | Participant à la/aux saison(s) |                                |                                |                                |                                |                                |                                |                                |                                |                                |                                |                                |
| Pauline       | ... ans |                                           | Couple                                          |                                |                                |                                |                                |                                |                                | Participant à la/aux saison(s) |                                |                                |                                |                                |                                |                                |                                |                                |                                |                                |                                |
|               |         |                                           |                                                 |                                |                                |                                |                                |                                |                                |                                |                                |                                |                                |                                |                                |                                |                                |                                |                                |                                |                                |
| Eliane        | ... ans | Région de Bruxelles-Capitale (Anderlecht) | Pensionnaires d'une maison de retraite          |                                |                                |                                |                                |                                |                                | Participant à la/aux saison(s) | Participant à la/aux saison(s) | Participant à la/aux saison(s) | Participant à la/aux saison(s) | Participant à la/aux saison(s) | Participant à la/aux saison(s) | Participant à la/aux saison(s) | Participant à la/aux saison(s) | Participant à la/aux saison(s) | Participant à la/aux saison(s) | Participant à la/aux saison(s) | Participant à la/aux saison(s) |
| Emma (†)      | ... ans | Région de Bruxelles-Capitale (Anderlecht) | Pensionnaires d'une maison de retraite          |                                |                                |                                |                                |                                |                                | Participant à la/aux saison(s) | Participant à la/aux saison(s) | Participant à la/aux saison(s) | Participant à la/aux saison(s) |                                |                                |                                |                                |                                |                                |                                |                                |
| Michel (†)    | ... ans | Région de Bruxelles-Capitale (Anderlecht) | Pensionnaires d'une maison de retraite          |                                |                                |                                |                                |                                |                                | Participant à la/aux saison(s) | Participant à la/aux saison(s) | Participant à la/aux saison(s) | Participant à la/aux saison(s) |                                |                                |                                |                                |                                |                                |                                |                                |
| Thérèse (†)   | ... ans | Région de Bruxelles-Capitale (Anderlecht) | Pensionnaires d'une maison de retraite          |                                |                                |                                |                                |                                |                                | Participant à la/aux saison(s) | Participant à la/aux saison(s) | Participant à la/aux saison(s) | Participant à la/aux saison(s) |                                |                                |                                |                                |                                |                                |                                |                                |
| Jean-Claude   | ... ans | Région de Bruxelles-Capitale (Anderlecht) | Pensionnaires d'une maison de retraite          |                                |                                |                                |                                |                                |                                |                                |                                |                                |                                | Participant à la/aux saison(s) | Participant à la/aux saison(s) | Participant à la/aux saison(s) | Participant à la/aux saison(s) | Participant à la/aux saison(s) | Participant à la/aux saison(s) | Participant à la/aux saison(s) | Participant à la/aux saison(s) |
| Henri         | ... ans | Région de Bruxelles-Capitale (Anderlecht) | Pensionnaires d'une maison de retraite          |                                |                                |                                |                                |                                |                                |                                |                                |                                |                                | Participant à la/aux saison(s) | Participant à la/aux saison(s) | Participant à la/aux saison(s) | Participant à la/aux saison(s) | Participant à la/aux saison(s) | Participant à la/aux saison(s) | Participant à la/aux saison(s) | Participant à la/aux saison(s) |
| Raymonde      | ... ans | Région de Bruxelles-Capitale (Anderlecht) | Pensionnaires d'une maison de retraite          |                                |                                |                                |                                |                                |                                |                                |                                |                                |                                | Participant à la/aux saison(s) | Participant à la/aux saison(s) | Participant à la/aux saison(s) | Participant à la/aux saison(s) | Participant à la/aux saison(s) | Participant à la/aux saison(s) | Participant à la/aux saison(s) | Participant à la/aux saison(s) |
| Jeannine      | ... ans | Région de Bruxelles-Capitale (Anderlecht) | Pensionnaires d'une maison de retraite          |                                |                                |                                |                                |                                |                                |                                |                                |                                |                                | Participant à la/aux saison(s) | Participant à la/aux saison(s) | Participant à la/aux saison(s) | Participant à la/aux saison(s) | Participant à la/aux saison(s) | Participant à la/aux saison(s) | Participant à la/aux saison(s) | Participant à la/aux saison(s) |
|               |         |                                           |                                                 |                                |                                |                                |                                |                                |                                |                                |                                |                                |                                |                                |                                |                                |                                |                                |                                |                                |                                |
| Joachim       | ... ans | Brabant Wallon                            | Couple                                          |                                |                                |                                |                                |                                |                                | Participant à la/aux saison(s) | Participant à la/aux saison(s) | Participant à la/aux saison(s) | Participant à la/aux saison(s) | Participant à la/aux saison(s) | Participant à la/aux saison(s) | Participant à la/aux saison(s) | Participant à la/aux saison(s) | Participant à la/aux saison(s) | Participant à la/aux saison(s) | Participant à la/aux saison(s) | Participant à la/aux saison(s) |
| Sandrine      | ... ans | Brabant Wallon                            | Couple                                          |                                |                                |                                |                                |                                |                                | Participant à la/aux saison(s) | Participant à la/aux saison(s) | Participant à la/aux saison(s) | Participant à la/aux saison(s) | Participant à la/aux saison(s) | Participant à la/aux saison(s) | Participant à la/aux saison(s) | Participant à la/aux saison(s) | Participant à la/aux saison(s) | Participant à la/aux saison(s) | Participant à la/aux saison(s) | Participant à la/aux saison(s) |
|               |         |                                           |                                                 |                                |                                |                                |                                |                                |                                |                                |                                |                                |                                |                                |                                |                                |                                |                                |                                |                                |                                |
| Estelle       | 25 ans  | Liège                                     | Amies, duo de Pékin Express 11                  |                                |                                |                                |                                |                                |                                |                                |                                | Participant à la/aux saison(s) |                                |                                |                                |                                |                                |                                |                                |                                |                                |
| Estelle       | 28 ans  | Liège                                     | Amies, duo de Pékin Express 11                  |                                |                                |                                |                                |                                |                                |                                |                                | Participant à la/aux saison(s) |                                |                                |                                |                                |                                |                                |                                |                                |                                |
|               |         |                                           |                                                 |                                |                                |                                |                                |                                |                                |                                |                                |                                |                                |                                |                                |                                |                                |                                |                                |                                |                                |
| Jacqueline    | 66 ans  |                                           | Amies, duo de l'émission belge Hôtel Romantique |                                |                                |                                |                                |                                |                                |                                |                                | Participant à la/aux saison(s) |                                |                                |                                |                                |                                |                                |                                |                                |                                |
| Yvette        | 69 ans  |                                           | Amies, duo de l'émission belge Hôtel Romantique |                                |                                |                                |                                |                                |                                |                                |                                | Participant à la/aux saison(s) |                                |                                |                                |                                |                                |                                |                                |                                |                                |
|               |         |                                           |                                                 |                                |                                |                                |                                |                                |                                |                                |                                |                                |                                |                                |                                |                                |                                |                                |                                |                                |                                |
| Claudio       | ... ans |                                           | Famille recomposée                              |                                |                                |                                |                                |                                |                                |                                |                                |                                | Participant à la/aux saison(s) | Participant à la/aux saison(s) | Participant à la/aux saison(s) | Participant à la/aux saison(s) | Participant à la/aux saison(s) | Participant à la/aux saison(s) | Participant à la/aux saison(s) | Participant à la/aux saison(s) | Participant à la/aux saison(s) |
| Amine         | ... ans |                                           | Famille recomposée                              |                                |                                |                                |                                |                                |                                |                                |                                |                                | Participant à la/aux saison(s) | Participant à la/aux saison(s) | Participant à la/aux saison(s) | Participant à la/aux saison(s) | Participant à la/aux saison(s) | Participant à la/aux saison(s) | Participant à la/aux saison(s) | Participant à la/aux saison(s) | Participant à la/aux saison(s) |
| Sharon        | ... ans |                                           | Famille recomposée                              |                                |                                |                                |                                |                                |                                |                                |                                |                                | Participant à la/aux saison(s) | Participant à la/aux saison(s) | Participant à la/aux saison(s) | Participant à la/aux saison(s) | Participant à la/aux saison(s) | Participant à la/aux saison(s) | Participant à la/aux saison(s) | Participant à la/aux saison(s) | Participant à la/aux saison(s) |
| Eléa          | ... ans |                                           | Famille recomposée                              |                                |                                |                                |                                |                                |                                |                                |                                |                                | Participant à la/aux saison(s) | Participant à la/aux saison(s) | Participant à la/aux saison(s) | Participant à la/aux saison(s) | Participant à la/aux saison(s) | Participant à la/aux saison(s) | Participant à la/aux saison(s) | Participant à la/aux saison(s) | Participant à la/aux saison(s) |
|               |         |                                           |                                                 |                                |                                |                                |                                |                                |                                |                                |                                |                                |                                |                                |                                |                                |                                |                                |                                |                                |                                |
| Valérie       | 27 ans  | Liège (Pays de Herve)                     | Sœurs                                           |                                |                                |                                |                                |                                |                                |                                |                                |                                | Participant à la/aux saison(s) | Participant à la/aux saison(s) | Participant à la/aux saison(s) | Participant à la/aux saison(s) | Participant à la/aux saison(s) | Participant à la/aux saison(s) | Participant à la/aux saison(s) | Participant à la/aux saison(s) | Participant à la/aux saison(s) |
| Rachel        | 25 ans  | Liège (Pays de Herve)                     | Sœurs                                           |                                |                                |                                |                                |                                |                                |                                |                                |                                | Participant à la/aux saison(s) | Participant à la/aux saison(s) | Participant à la/aux saison(s) | Participant à la/aux saison(s) | Participant à la/aux saison(s) | Participant à la/aux saison(s) | Participant à la/aux saison(s) | Participant à la/aux saison(s) | Participant à la/aux saison(s) |
|               |         |                                           |                                                 |                                |                                |                                |                                |                                |                                |                                |                                |                                |                                |                                |                                |                                |                                |                                |                                |                                |                                |
| Marwa         | ... ans | Hainaut (Morlanwelz)                      | Famille                                         |                                |                                |                                |                                |                                |                                |                                |                                |                                | Participant à la/aux saison(s) |                                |                                |                                |                                |                                |                                |                                |                                |
| Samir         | ... ans | Hainaut (Morlanwelz)                      | Famille                                         |                                |                                |                                |                                |                                |                                |                                |                                |                                | Participant à la/aux saison(s) |                                |                                |                                |                                |                                |                                |                                |                                |
| Zaki          | 11 ans  | Hainaut (Morlanwelz)                      | Famille                                         |                                |                                |                                |                                |                                |                                |                                |                                |                                | Participant à la/aux saison(s) |                                |                                |                                |                                |                                |                                |                                |                                |
| Mariam        | 9 ans   | Hainaut (Morlanwelz)                      | Famille                                         |                                |                                |                                |                                |                                |                                |                                |                                |                                | Participant à la/aux saison(s) |                                |                                |                                |                                |                                |                                |                                |                                |
|               |         |                                           |                                                 |                                |                                |                                |                                |                                |                                |                                |                                |                                |                                |                                |                                |                                |                                |                                |                                |                                |                                |
| Delphine      | ... ans |                                           | Mariés                                          |                                |                                |                                |                                |                                |                                |                                |                                |                                |                                |                                |                                |                                |                                |                                |                                | Participant à la/aux saison(s) |                                |
| Pierre        | ... ans |                                           | Mariés                                          |                                |                                |                                |                                |                                |                                |                                |                                |                                |                                |                                |                                |                                |                                |                                |                                | Participant à la/aux saison(s) |                                |
|               |         |                                           |                                                 |                                |                                |                                |                                |                                |                                |                                |                                |                                |                                |                                |                                |                                |                                |                                |                                |                                |                                |
| Jessica       | ... ans |                                           | Mariés                                          |                                |                                |                                |                                |                                |                                |                                |                                |                                |                                |                                |                                |                                |                                |                                |                                |                                | Participant à la/aux saison(s) |
| Alexandre     | ... ans |                                           | Mariés                                          |                                |                                |                                |                                |                                |                                |                                |                                |                                |                                |                                |                                |                                |                                |                                |                                |                                | Participant à la/aux saison(s) |

## Audiences
| Saison 1 |                         |  |
| -------- | ----------------------- |  |
| Saison 2 |                         |  |
| Saison 3 | 482.300 téléspectateurs |  |
| Saison 4 |                         |  |

Légende :
- Les plus hauts chiffres d'audience
- Les plus bas chiffres d'audience

En France, l'émission est suivie par plus d'un million de téléspectateurs pendant sa période de diffusion.

### Articles Connexes
- RTL TVI